# Pierwsza pomoc

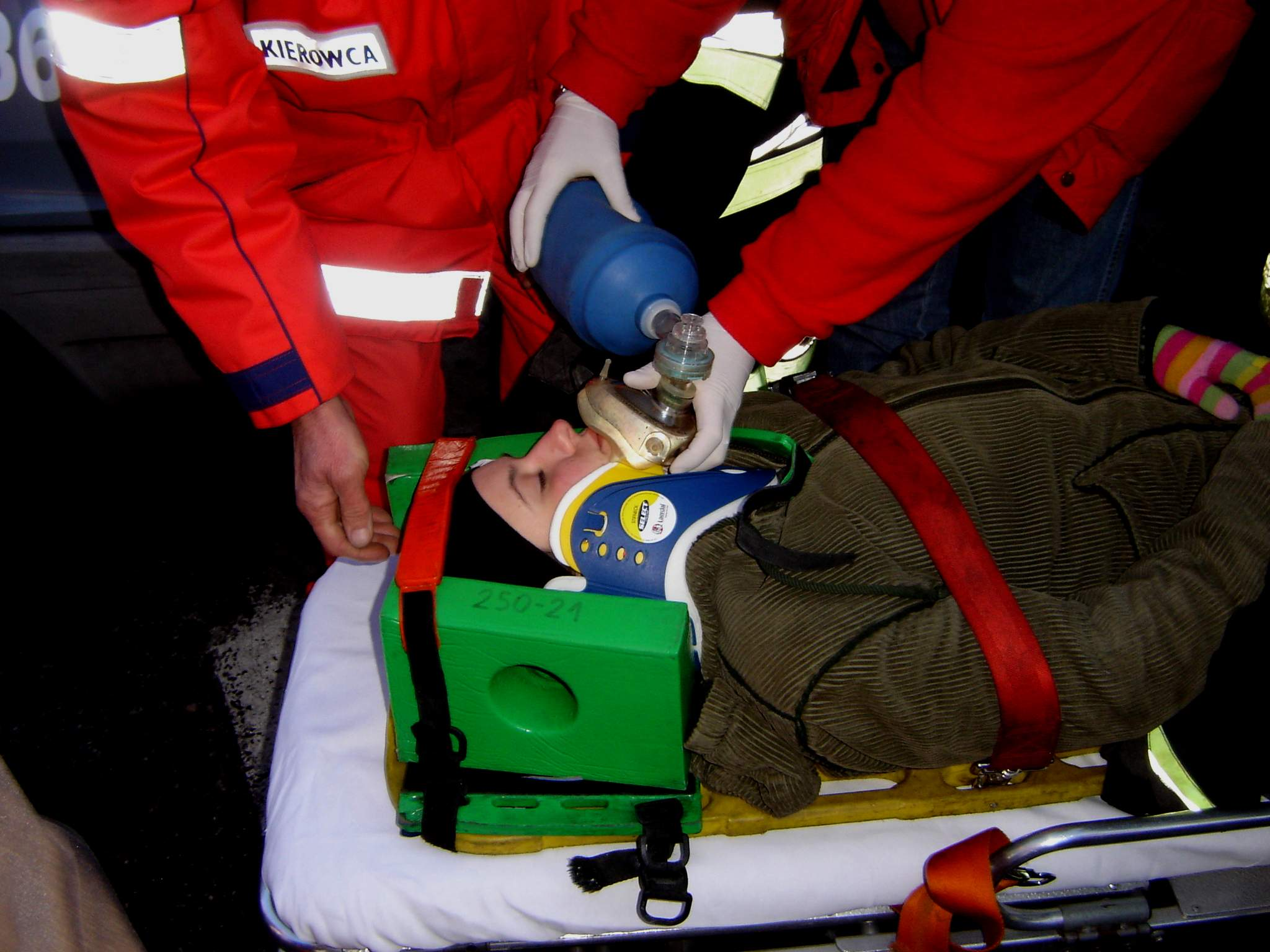
Zespół karetki pogotowia przenoszący poszkodowaną w wypadku drogowym w celu przewiezienia do szpitala (widoczne zabezpieczenie, unieruchomienie kręgosłupa i worek samorozprężalny „Ambu”)

Pierwsza pomoc – zespół czynności wykonywanych w razie sytuacji zagrożenia: wypadku, urazu lub nagłego ataku choroby w celu ochrony życia lub zdrowia poszkodowanego oraz zminimalizowania niekorzystnych następstw, zanim możliwe będzie udzielenie specjalistycznej pomocy medycznej (po przewiezieniu do szpitala).

## Rodzaje pomocy
Wyróżnia się:
- pierwszą pomoc, definiowaną jako zespół czynności ratunkowych wykonywanych przez osoby znajdujące się na miejscu zdarzenia
- kwalifikowaną pierwszą pomoc prowadzoną przez zespół ratowników wyposażonych w odpowiedni sprzęt w ramach wykonywanej pracy lub każdego innego przypadku zagrożenia zdrowia lub życia, którego był świadkiem
- medyczne czynności ratunkowe wykonywane przez lekarza, ratownika medycznego lub pielęgniarkę w wyniku interwencji pogotowia ratunkowego lub na Szpitalnym Oddziale Ratunkowym.

## Łańcuch ratunkowy

Łańcuch: pierwsza pomoc – pomoc ambulatoryjna – pomoc specjalistyczna

Łańcuch ratunkowy jest zespołem czynności ratowniczych zazębiających się i dających większe rokowania na przeżycie poszkodowanego.
- Prewencja – nauczanie zasad pierwszej pomocy teoretycznie i praktycznie
- Wczesne rozpoznanie i wezwanie pomocy – w tym ogniwie należy rozpoznać rodzaj zagrożenia. Należy opisać co się dzieje z poszkodowanym
- Wczesne rozpoczęcie RKO (resuscytacji krążeniowo-oddechowej) – jeżeli dojdzie do nagłego zatrzymania krążenia
- Wczesna defibrylacja – do NZK (Nagłego Zatrzymania Krążenia) dochodzi głównie poprzez mechanizm migotania komór, aby przywrócić prawidłową pracę serca należy wykonać defibrylację. Europejska Rada Resuscytacji wprowadziła program z użyciem AED
- Opieka poresuscytacyjna – są to czynności wykonywane w szpitalu, są to czynności medyczne wykonywane w celu przywrócenia poszkodowanego do jak najlepszej sprawności i powrotu do normalnego życia.

Przebieg akcji ratunkowej powinien pozwolić na łagodne przejście do kolejnego ogniwa łańcucha (np. z etapu pomocy przedmedycznej do etapu pomocy specjalistycznej po przyjechaniu karetki pogotowia), przez co ogniwa łańcucha ratunkowego nachodzą na siebie.

## Zakres pierwszej pomocy
W zakres pierwszej pomocy wchodzą takie czynności jak (istotna kolejność):
1. zabezpieczenie miejsca zdarzenia
2. sprawdzenie stanu poszkodowanego (podstawowych funkcji życiowych – oddechu i świadomości, zlokalizowanie odniesionych urazów)
3. zapewnienie sobie pomocy, wezwanie pogotowia ratunkowego lub innych specjalistycznych służb ratowniczych
4. prowadzenie resuscytacji krążeniowo-oddechowej, zatamowanie krwotoków i działanie przeciwwstrząsowe
5. wykonanie pozostałych/innych czynności ratunkowych zależnych od stanu poszkodowanego
6. ułożenie poszkodowanego w pozycji bezpiecznej (jedynie jeżeli poszkodowany jest nieprzytomny i zaistniała potrzeba pozostawienia go bez opieki na dłuższy czas)

### Zabezpieczenie miejsca wypadku
Zabezpieczenie miejsca wypadku ma na celu ochronę zarówno poszkodowanego, ratownika, jak i osób trzecich (gapiów, innych uczestników ruchu drogowego itp.).
Procedury zabezpieczania są zależne od sytuacji. Standardowo w wypadkach komunikacyjnych zatrzymuje się ruch na danym odcinku drogi. W tym celu na drodze, w odpowiednio oddalonym miejscu ustawia się trójkąt ostrzegawczy. Praktycznie odległość ustawienia trójkąta od miejsca zdarzenia zależy od rodzaju drogi (inna będzie na drodze gminnej, inna na autostradzie), warunków atmosferycznych, rzeźby terenu itd. Trójkąt ostrzegawczy w razie konieczności może być zastąpiony np. samochodem, który – o ile jest dobrze widoczny – może spełniać podobną funkcję.
Wypadki w domu, szkole, miejscu pracy nie wymagają zwykle szczególnych zabezpieczeń. W przypadku drgawek (np. epilepsji) konieczne jest usunięcie twardych przedmiotów (stoły, krzesła), aby ograniczyć urazy kończyn i tułowia.
Jeśli niemożliwe jest wystarczające opanowanie sytuacji (płonące mieszkanie lub samochód, skażenie chemiczne, pojazd mogący zjechać ze zbocza, możliwość karambolu itd., ale także zagrożenie wstrząsem znajdujących się wewnątrz pojazdu poszkodowanych) w miarę możliwości przystępuje się do ewakuacji poszkodowanych.

### Sprawdzenie stanu poszkodowanego
U pacjenta nieprzytomnego należy określić, czy oddycha, przykładając policzek nad jego usta, obserwując zarazem czy unosi się klatka piersiowa (tzw. widzę, słyszę, czuję – jeśli ratownik na policzku nie wyczuł oddechu, nie usłyszał jego świstu, ani nie zobaczył unoszącej się i opadającej klatki piersiowej powinien uznać, że poszkodowany nie oddycha). Przy określaniu innych nieprawidłowości kluczowe znaczenie ma obserwacja nieprzytomnego chorego.
O ile poszkodowany jest przytomny, ratownik może spróbować zebrać wywiad – jest to istotne szczególnie przy chorobach przewlekłych (takich jak cukrzyca), jeśli to one spowodowały, że chory potrzebuje pomocy (np. podania glukozy).

### Wzywanie pomocy
Wezwania pomocy należy dokonać po ustaleniu stanu poszkodowanego, ale przed rozpoczęciem udzielania pomocy (bezwzględnie dotyczy to resuscytacji krążeniowo-oddechowej, ale można poświęcić 1 minutę na opatrzenie obrażeń bezpośrednio zagrażających życiu, jak krwotok, czy wstrząs) lub – o ile to możliwe – równocześnie (np. prosząc przechodnia, aby zrobił to za ratownika).
Zwykle zawiadamia się pogotowie ratunkowe, ale można także powiadomić straż pożarną i policję w przypadku wypadku drogowego.
| Numery alarmowe w Polsce                                     |                     |
| ------------------------------------------------------------ | ------------------- |
| Policjaa                                                     | 997                 |
| Straż pożarna                                                | 998                 |
| Państwowe Ratownictwo Medyczne                               | 999                 |
| Jednolity ogólnoeuropejski numer alarmowya                   | 112                 |
| MOPR, WOPR, GOPR i TOPR                                      | 985 lub 601 100 100 |
| a – następuje połączenie z centrum powiadamiania ratunkowego |                     |

Przy zgłaszaniu wezwania należy podać (istotna kolejność):
1. miejsce zdarzenia;
2. rodzaj zdarzenia (wypadek drogowy, wypadek w pracy, etc.);
3. liczbę poszkodowanych;
4. stan poszkodowanych;
5. imię i nazwisko wzywającego pomocy;
6. numer telefonu, z którego dzwonimy.

Po podaniu wszystkich informacji należy poczekać na dodatkowe pytania dyspozytora i potwierdzenie przyjęcia zgłoszenia.

## Bezpieczeństwo osoby udzielającej pierwszej pomocy
Aby uniknąć ryzyka nabycia choroby infekcyjnej podczas udzielania pierwszej pomocy, musimy stosować środki ochrony własnej oraz proste procedury:
1. Należy zawsze używać rękawiczek lateksowych lub nitrylowych. Jeżeli nie posiadamy rękawiczek, należy założyć na dłonie worki foliowe lub jakikolwiek wodoodporny materiał.
2. Należy zbierać wszelkie środki użyte w miejscu zdarzenia do jednej torby.
3. Po udzieleniu pierwszej pomocy należy umyć ręce mydłem.
4. W razie podejrzenia, iż zostaliśmy narażeni na infekcję, należy poinformować o tym pomoc medyczną lub skontaktować się ze swoim lekarzem.

## Bezpieczeństwo ratownika
Zarówno bezpieczeństwo ratownika, jak i osób postronnych jest priorytetem. Nie należy podejmować akcji ratunkowej, jeśli istnieje realne zagrożenie dla świadków zdarzenia (np. wybuchem). Należy pamiętać, że trudniej jest ratować dwie osoby niż jedną – z jednej ofiary i ratownika mogą nagle zrobić się dwie ofiary.
Ratownik powinien unikać kontaktu z krwią, ponieważ grozi to zakażeniem niektórymi patogenami (głównie HBV, HCV i HIV) oraz używać specjalnych maseczek w czasie prowadzenia sztucznego oddychania.
Po udzieleniu pierwszej pomocy ratownik może odczuwać zmęczenie fizyczne oraz przejściowe obniżenie nastroju. Wypadek (przeżycie roli ratownika) może spowodować zespół stresu pourazowego. Omówienie obaw i reakcji, jakie miały miejsce w czasie udzielania pierwszej pomocy, powinno nastąpić w ciągu 24–72 godzin od zdarzenia. Taką rozmowę należy odbyć z przygotowanym do tego typu porad psychologiem. W ten sposób można zapobiec późniejszym zaburzeniom emocjonalnym. Szybkie omówienie swoich obaw oraz wątpliwości zapobiega pojawieniu się zahamowań i lęków w przyszłości.

## Regulacje prawne
Obowiązek udzielania pomocy reguluje prawo. W Polsce konsekwencje prawne za zaniechanie takiej pomocy przewiduje art. 162 Kodeksu karnego:

§ 1. Kto człowiekowi znajdującemu się w położeniu grożącym bezpośrednim niebezpieczeństwem utraty życia albo ciężkiego uszczerbku na zdrowiu nie udziela pomocy, mogąc jej udzielić bez narażenia siebie lub innej osoby na niebezpieczeństwo utraty życia albo ciężkiego uszczerbku na zdrowiu, podlega karze pozbawienia wolności do lat 3.
§ 2. Nie popełnia przestępstwa, kto nie udziela pomocy, do której jest konieczne poddanie się zabiegowi lekarskiemu albo w warunkach, w których możliwa jest niezwłoczna pomoc ze strony instytucji lub osoby do tego powołanej.